# 韋伊海羅沃縣

54°36′N 18°15′E / 54.600°N 18.250°E
韋伊海羅沃縣（波蘭語：Powiat wejherowski），是波蘭的縣份，位於該國北部，由濱海省負責管轄，首府設於韋伊海羅沃，面積1,280平方公里，2006年人口181,834，人口密度每平方公里140人。